# A2Hc (Inschrift)

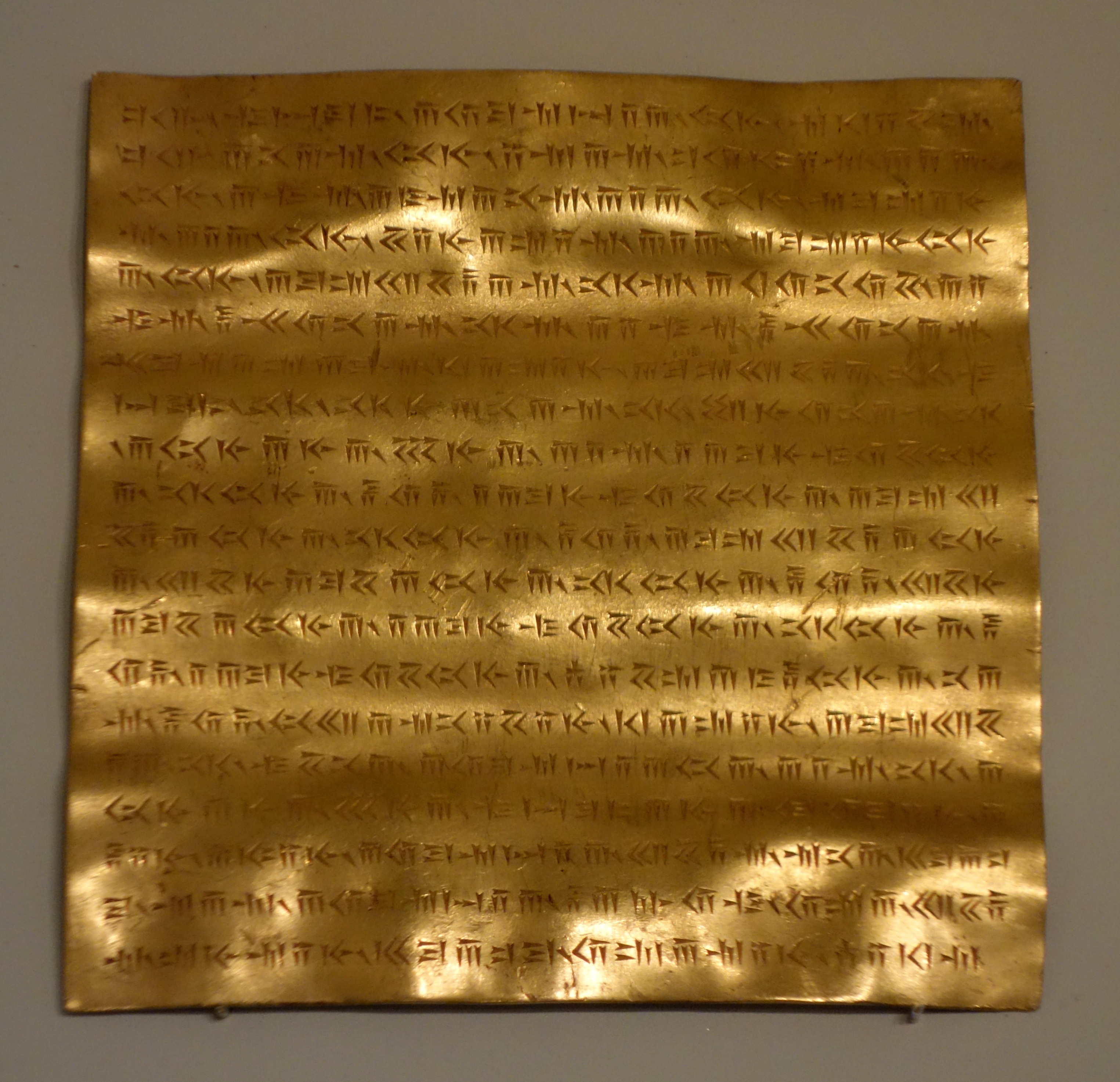
Die Goldtafel mit der Inschrift A2Hc

A2Hc ist die Abkürzung einer Inschrift von Artaxerxes II. (A2). Sie wurde in Hamadan (H) entdeckt und von der Wissenschaft mit einem Index (c) versehen. Die Inschrift liegt auf einer Goldtafel in altpersischer Sprache vor.

## Inhalt
„Der große Gott (ist) Auramazdā, der der größte der Götter (ist), der diese Erde erschaffen hat, der jenen Himmel erschaffen hat, der den Menschen erschaffen hat, der das Glück erschaffen hat für den Menschen, der den Artaxerxes zum König gemacht hat, den einen zum König von vielen, den einen zum Gebieter von vielen.“

„Deutsche Übersetzung von der altpersischen Sprachversion“

Danach listet der König seinen Rang, seinen Namen und die seiner Ahnen bis zu Hystaspes auf und fährt fort:

„Es kündet Artaxerxes, der König: Nach dem Willen des Auramazdā bin ich König auf dieser großen Erde auch weithin; Auramazdā hat das Reich mir verliehen; mich soll Auramazdā schützen und das Reich, das er mir verliehen hat, und mein Haus!“

„Deutsche Übersetzung von der altpersischen Sprachversion“

## Forschungsgeschichte
Die Goldtafel wurde erstmals von  Arthur Upham Pope publiziert. Im Sommer 1948 wurde sie aus einer Privatsammlung im Musée Cernuschi in Paris ausgestellt und im Katalog erschien eine Abbildung. Seit 1963 befindet sich die Tafel im Cincinnati Art Museum.